# Nevezetes vonatok Svájcban
Ez a lista Svájc nevezetes, nevet viselő vasúti járatait sorolja fel.

## A lista
| Vonatnév                                      | Vasúttársaság                         | Végállomások | Időszak     |
| --------------------------------------------- | ------------------------------------- | --- | ----------- |
| AB-Klassiker                                  | AB                                    | Appenzell – Wasserauen                                                                                              | napjainkban |
| Aqualino                                      | RhB                                   | Scuol-Tarasp – Chur – Disentis/Muster                                                                               | napjainkban |
| Bernina Express                               | RhB                                   | Chur – St. Moritz – Tirano                                                                                          | napjainkban |
| CNL Apus                                      | CNL                                   | Amszterdam (Centraal) – Bellinzona – Milánó (Central)                                                               | napjainkban |
| CNL Aurora                                    | CNL                                   | Zürich (Zürichi főpályaudvar) – Koppenhága (Central)                                                                | napjainkban |
| CNL Berliner                                  | CNL                                   | Zürich (Zürichi főpályaudvar) – Berlin (Hauptbahnhof)                                                               | napjainkban |
| CNL Canopus                                   | CNL                                   | Zürich (Zürichi főpályaudvar) – Prága (Central)                                                                     | napjainkban |
| CNL Komet                                     | CNL                                   | Zürich (Zürichi főpályaudvar) – Hamburg (Hauptbahnhof)                                                              | napjainkban |
| CNL Orion                                     | CNL                                   | Bázel – Drezda (Hauptbahnhof) – Prága (Main)                                                                        | napjainkban |
| CNL Pegasus                                   | CNL                                   | Amszterdam (Centraal) – Zürich (Zürichi főpályaudvar) – Brig                                                        | napjainkban |
| CNL Semper                                    | CNL                                   | Zürich (Zürichi főpályaudvar) – Drezda (Hauptbahnhof)                                                               | napjainkban |
| EC Borromeo                                   | Cisalpino                             | Bázel – Bern (Berni főpályaudvar) – Milánó (Central)                                                                | napjainkban |
| EC Canaletto                                  | Cisalpino                             | Zürich (Zürichi főpályaudvar) – Velence (Santa Lucia)                                                               | napjainkban |
| EC Cinque Terre                               | Cisalpino                             | Zürich (Zürichi főpályaudvar) – La Spezia                                                                           | napjainkban |
| EC Iris                                       | SNCB, CFL, SNCF, SBB-CFF-FFS          | Brüsszel (Midi/Zuid) – Strasbourg – Chur                                                                            | napjainkban |
| EC Jean Monet                                 | SNCB, CFL, SNCF                       | Brüsszel (Midi/Zuid) – Strasbourg – Bázel                                                                           | napjainkban |
| EC Kaiserin Elisabeth                         | SBB-CFF-FFS, ÖBB                      | Zürich (Zürichi főpályaudvar) – Salzburg                                                                            | napjainkban |
| EC Lemano                                     | Cisalpino                             | Genf – Milánó (Central)                                                                                             | napjainkban |
| EC Maria Theresia                             | SBB-CFF-FFS, ÖBB                      | Zürich (Zürichi főpályaudvar) – Bécs (Westbahnhof)                                                                  | napjainkban |
| EC Monte Rosa                                 | Cisalpino                             | Genf – Milánó (Central)                                                                                             | napjainkban |
| EC Ticino                                     | SBB-CFF-FFS, FS/Trenitalia, Cisalpino | Bázel – Luzern – Milánó (Central)                                                                                   | 1993–2008   |
| EC Transalpin                                 | SBB-CFF-FFS, ÖBB                      | Bázel – Bécs (Westbahnhof)                                                                                          | 1958–2010   |
| EC Vall D’Ossola                              | Cisalpino                             | Bázel – Bern (Berni főpályaudvar) – Milánó (Central)                                                                | napjainkban |
| EC Vallese                                    | Cisalpino                             | Genf – Milánó (Central)                                                                                             | napjainkban |
| EC Vauban                                     | SNCB, CFL, SNCF, SBB-CFF-FFS          | Brüsszel (Midi/Zuid) – Strasbourg – Brig                                                                            | napjainkban |
| EC Verbano                                    | Cisalpino                             | Bázel – Bern (Berni főpályaudvar) – Milánó (Central)                                                                | napjainkban |
| EN Roma                                       | SBB-CFF-FFS, Trenitalia               | Zürich (Zürichi főpályaudvar) – Velence (Santa Lucia) Zürich (Zürichi főpályaudvar) – Róma (Termini)                | napjainkban |
| EN Wiener Walzer                              | SBB-CFF-FFS, ÖBB, MÁV                 | Zürich (Zürichi főpályaudvar) – Prága (Main) Zürich (Zürichi főpályaudvar) – Bécs (Westbahnhof) – Budapest (Keleti) | napjainkban |
| EN Zürichsee                                  | SBB-CFF-FFS, ÖBB, SŽ, HŽ, ŽS          | Zürich (Zürichi főpályaudvar) – Ljubljana (Main) – Zágráb – Belgrád                                                 | napjainkban |
| Engadin Star                                  | RhB                                   | Landquart – St. Moritz                                                                                              | napjainkban |
| Glacier Express                               | MGB, RhB                              | Zermatt – St. Moritz                                                                                                | napjainkban |
| Glarner Sprinter                              | SBB-CFF-FFS                           | Zürich (Zürichi főpályaudvar) – Linthal                                                                             | 2004–2014   |
| GoldenPass Line                               | Zentralbahn, BLS, MOB                 | Luzern – Interlaken – Zweisimmen – Montreux                                                                         | napjainkban |
| Heidi Express (currently the Bernina Express) | RhB                                   | Chur – St. Moritz – Tirano                                                                                          | napjainkban |
| IC Brianza                                    | Cisalpino                             | Bellinzona – Milánó (Central)                                                                                       | napjainkban |
| IC Insubria                                   | SBB-CFF-FFS, Trenitalia               | Stuttgart (Hauptbahnhof) – Zürich (Zürichi főpályaudvar) – Milánó (Central)                                         | napjainkban |
| IC Mediolanum                                 | SBB-CFF-FFS, Trenitalia               | Bázel – Luzern – Milánó (Central)                                                                                   | napjainkban |
| IC Monte Ceneri                               | Cisalpino                             | Zürich (Zürichi főpályaudvar) – Milánó (Central)                                                                    | napjainkban |
| IC Riviera dei Fiori                          | Cisalpino                             | Bázel – Luzern – Genova – Nizza                                                                                     | napjainkban |
| IC Teodolina                                  | Cisalpino                             | Zürich (Zürichi főpályaudvar) – Milánó (Central)                                                                    | napjainkban |
| IC Tiziano                                    | SBB-CFF-FFS, Trenitalia               | Bázel – Luzern – Milánó (Central)                                                                                   | napjainkban |
| IC Verdi                                      | SBB-CFF-FFS, Trenitalia               | Bázel – Luzern – Milánó (Central)                                                                                   | napjainkban |
| RE Lötschberg                                 | BLS                                   | Spiez – Kandersteg – Goppenstein (Lötschental) – Brig                                                               | napjainkban |
| Rheingold                                     |                                       | Bázel – Hook of Holland                                                                                             | 1934–1987   |
| Rheintal Express                              | SBB-CFF-FFS                           | St. Gallen – Chur                                                                                                   | napjainkban |
| TEE Gottardo                                  | SBB-CFF-FFS, FS                       | Zürich – Milánó (Central)                                                                                           | 1961–1988   |
| TEE Ticino                                    | SBB-CFF-FFS                           | Zürich – Milánó (Central)                                                                                           | 1961–1974   |
| Train des Vignes                              | SBB-CFF-FFS                           | Vevey – Puidoux-Chexbres                                                                                            | napjainkban |
| Train du Chocolat                             | TPF                                   | Montreux – Gruyères – Broc                                                                                          | napjainkban |
| Trenhotel Pau Casals                          | Elipsos                               | Zürich (Zürichi főpályaudvar) – Barcelona (Estació de França)                                                       | napjainkban |
| Trenino della neve                            | RhB                                   | St. Moritz – Tirano                                                                                                 | napjainkban |
| Train Fondue                                  | TPF                                   | (Montreux) – Montbovon – Bulle                                                                                      | napjainkban |
| Voralpen Express                              | Südostbahn, SBB-CFF-FFS               | Luzern – Romanshorn                                                                                                 | napjainkban |